# Miguel Maura

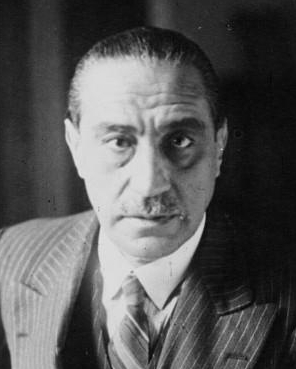
Miguel Maura (in 1936)

Miguel Maura y Gamazo (Madrid, 13 december 1887 – Zaragoza, 3 juni 1971), was een Spaans politicus. Hij was de zoon van Antonio Maura y Montaner, voorzitter van de Spaanse Conservatieve Partij en de broer van hertog Gabriël Maura y Gamazo.
Miguel Maura zat sinds 1916 lid van de Cortes. Tijdens de dictatuur van generaal Miguel Primo de Rivera (1923-1930) werd Maura een republikein. In zijn ogen behoefde Spanje slechts van een monarchie in een democratische en katholieke republiek te transformeren. Bepaalde andere hervormingen sloot hij niet uit, maar daar liep hij niet warm voor. Samen met de latere Spaanse president Niceto Alcala Zamora was hij een van de leiders van de Partido Republicano Conservador (Conservatieve Republikeinse Partij).
In 1930 sloot Maura zich aan bij het Pact van San Sebastiàn, het verbond van de republikeinen en sociaaldemocraten. In april 1931 werd Spanje een republiek. Maura werd minister van Binnenlandse Zaken in de regering van Alcala Zamora. Een bijeenkomst van de Monarchistische Cirkel in Madrid, op 10 mei 1931 werd onder zijn verantwoording hardhandig onderdrukt.
In oktober 1931 trad de rooms-katholieke Maura, net als andere katholieke ministers (waaronder premier Zamora), af uit protest tegen de antiklerikale wetgeving. Later bestreed hij de linkse politiek van premier Manuel Azaña.
Terwijl de problemen tussen rechts en links steeds ernstiger werden, en de dreiging van een burgeroorlog in lucht hing, kwam Maura met het plan om een rechtse regering te vormen op autoritaire grondslag, waarin ook de militairen vertegenwoordigd zouden zijn. Dit idee vond maar weinig weerklank.
Na het uitbreken van de Spaanse Burgeroorlog (juli 1936) week Maura uit naar het buitenland.
Zie ook: Niceto Alcala Zamora - Manuel Azaña
- Biblioteca Nacional de España: XX1037741
- Bibliothèque nationale de France: cb14645376v (data)
- Catàleg d'autoritats de noms i títols de Catalunya: 981058513921606706
- CiNii: DA17092171
- Gemeinsame Normdatei: 1166155013
- International Standard Name Identifier: 0000 0000 5923 3846
- Library of Congress Control Number: n85817096
- Istituto Centrale per il Catalogo Unico: TSAV021024
- Système universitaire de documentation: 057167958
- Virtual International Authority File: 22399555
- WorldCat: E39PBJdRCHXfG9Vdb9hCkjKcfq